# Barbula fendleri
Barbula fendleri är en bladmossart som beskrevs av C. Müller 1879. Barbula fendleri ingår i släktet neonmossor, och familjen Pottiaceae. Inga underarter finns listade i Catalogue of Life.